# John Scott
John Gavin Scott (18. června 1956 – 12. srpna 2015) byl anglický varhaník a sbormistr.
V roce 1978 zvítězil v Mezinárodní varhanní soutěži v Manchesteru. V letech 1990 až 2004 řídil sbor katedrály sv. Pavla v Londýně, do své smrti v srpnu 2015 řídil sbory v kostele sv. Tomáše v New Yorku a byl koncertním varhaníkem. Zemřel náhle 12. srpna 2015 po srdečním selhání.